# فرودگاه آلیکانته-الچه
فرودگاه آلیکانته (به انگلیسی: Alicante Airport) (به زبان بومی: Aeropuerto de Alicante) یک فرودگاه همگانی مسافربری با کد یاتا ALC است که یک باند فرود آسفالت و بتن دارد و طول باند آن ۳۰۰۰ متر است. این فرودگاه در شهر آلیکانته کشور اسپانیا قرار دارد و در ارتفاع ۴۳ متری از سطح دریا واقع شده‌است.

## شرکت‌های هواپیمایی و مقصدهای پروازی

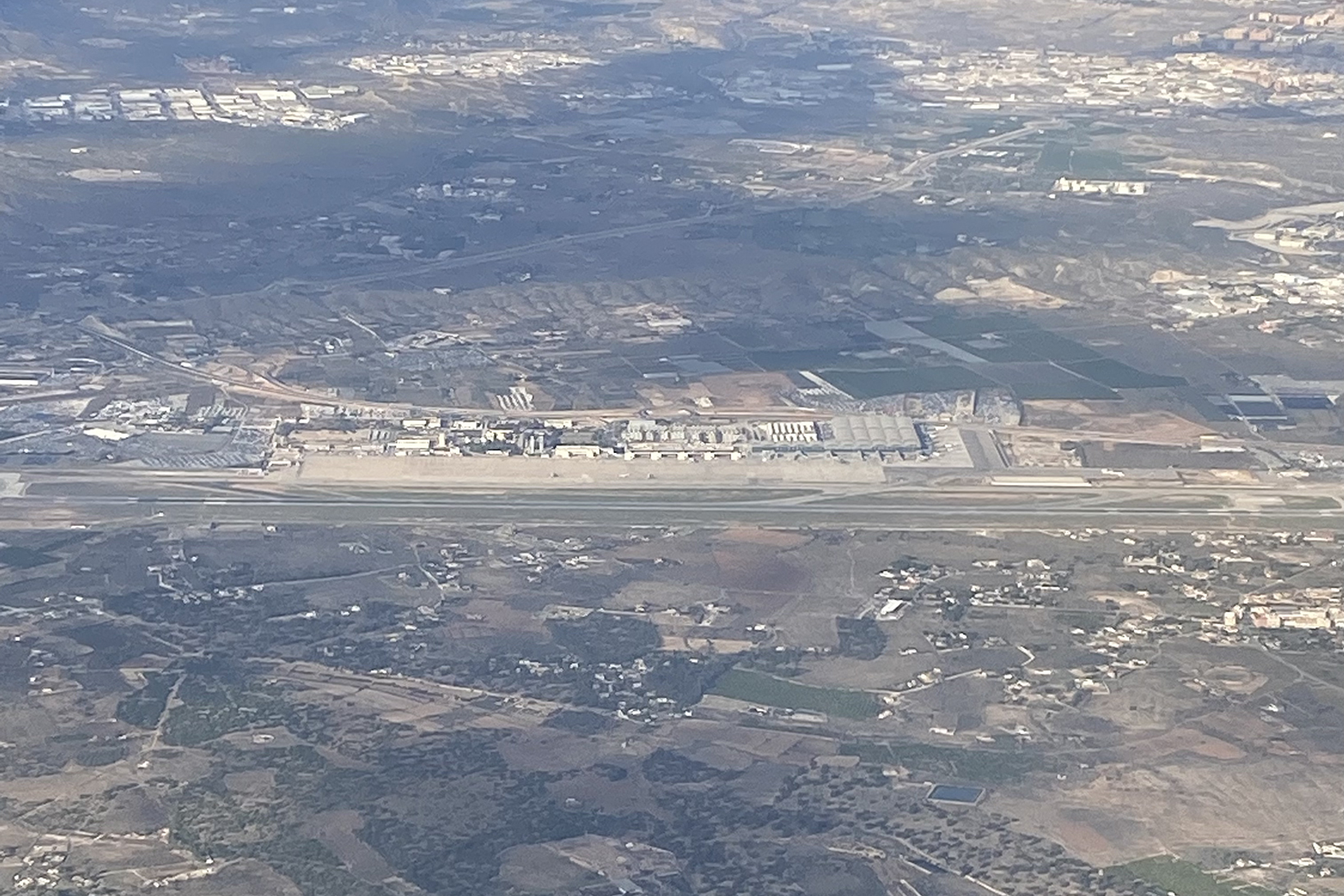
فرودگاه آلیکانته

### مسافری
| شرکت‌های هواپیمایی                                     | مقصدهای پروازی |
| ----------------------------------------------------- | --- |
| آئروفلوت                                              | شرمتیوو |
| ایر لینگاس                                            | دوبلین فصلی: شهری جورج بست بلفاست، کرک |
| هواپیمایی الجزایر                                     | هواری بومدین، اس سینیا وهران |
| ایر اروپا                                             | آستوریاس، مادرید-باراخاس، پالما د مایورکا، تنریف شمالی فصلی: بارسلونا-ال پرات، بیلبائو، ایبیزا، منورکا، سانتاندر، سانتیاگو د کمپوستلا، سن پابلو |
| آتلانتیک ایرویز                                       | چارتر فصلی: واگار |
| بلاویا                                                | فصلی: مینسک |
| بلو ایر                                               | جان لنون لیورپول |
| بریتیش ایرویز                                         | گاتویک |
| بریتیش ایرویز اجرا توسط بی‌ای سیتی‌فلایر                | فصلی: منچستر چارتر فصلی: ادینبرو، گلاسگو |
| بروکسل ایرلاینز                                       | بروکسل |
| بلغاریا ایر                                           | فصلی: صوفیه |
| Corendon Dutch Airlines                               | اسخیپول آمستردام |
| Danish Air Transport                                  | کریستیان‌ساند کیویک |
| ایزی‌جت                                                | اسخیپول آمستردام، بلفاست، بریستول، ادینبرو، گلاسگو، جان لنون لیورپول، گاتویک، لوتن لندن، جنوبی لندن، منچستر، میلانو مالپنسا، نیوکاسل فصلی: هامبورگ |
| easyJet Switzerland                                   | بازل-مولوز-فرایبورگ اروپا، ژنو |
| یورو وینگز                                            | دوسلدورف، مونیخ (آغاز از ۴ نوامبر ۲۰۱۷), اشتوتگارت (آغاز از ۲۷ مارس ۲۰۱۸) |
| یورو وینگز اجرا توسط Eurowings Europe                 | وین |
| Evelop Airlines                                       | فصلی: آستوریاس، بیلبائو، جیرونا-کاستا براوا، گرن کناریا، مالاگا، سانتاندر، سانتیاگو د کمپوستلا، سن پابلو، تنریف شمالی، تنریف جنوبی، والادولید، فیگو-پینادور |
| فن‌ایر                                                 | فصلی: هلسینکی |
| فلای‌بی                                                | دونکاستر شفیلد رابین‌هود، اکستر، نوریچ، ساوت‌همپتون |
| شبه‌جزیره ایبری اجرا توسط ایر نوستروم                  | بیلبائو، گرن کناریا، ایبیزا، مادرید-باراخاس، پالما د مایورکا، تنریف شمالی فصلی: کارکاسون، لئون، منورکا، فیگو-پینادور |
| جت۲.کام                                               | بیرمنگام، ایست میدلند، ادینبرو، گلاسگو، لیدز برادفورد، استانستد لندن، منچستر، نیوکاسل فصلی: بلفاست |
| jetXtra.com اجرا توسط بی‌ای سیتی‌فلایر                  | چارتر فصلی: هامبرساید |
| کاال‌ام                                                | اسخیپول آمستردام |
| لوفت‌هانزا                                             | فرانکفورت |
| لوکزایر                                               | لوگزامبورگ - فیندل |
| مونارک ایرلاینز                                       | بیرمنگام، لیدز برادفورد، گاتویک، لوتن لندن، منچستر |
| Neos                                                  | چارتر فصلی: بن گوریون |
| نیکی لوفت‌فارت                                         | دوسلدورف |
| نروجین ایر شاتل اجرا توسط Norwegian Air International | ویگرا آلسوند، فلسلند برگن، بیلاند، کلن بن، کپنهاگ، دوسلدورف، گوتنبرگ-لاندوتر، هامبورگ، هلسینکی، گاتویک، مونیخ، گاردرموئن اسلو، کفلاویک، سندفیورد، تورپ، سولا استاوانگر، استکهلم-آرلاندا، ورنس تروندهایم، تنریف شمالی (آغاز از ۲۹ اکتبر ۲۰۱۷) فصلی: آلبورگ، هانوفر، هارستاد/نارویک اونس، کارلشته، منچستر، آرو مولده، ترومسا |
| پریمرا ایر                                            | فصلی: بیلاند، کپنهاگ، کفلاویک، استکهلم-آرلاندا |
| رایان‌ایر                                              | آبردین، باووایس-تیلی، بلفاست، اوریو آل سریو، برلین شونفلد، بیلاند، بیرمنگام، بورنموث، برمن، بریستول، بروکسل، بروکسل جنوب شرلروآ، کلن بن، کپنهاگ، دوبلین، ایست میدلند، ادینبرو، آیندهوون، فرانکفورت، گلاسگو، گوتنبرگ-لاندوتر، فرانکفورت-هان، هامبورگ، کارلسروهه/بادن-بادن، کاناس، جان پل دوم کراکوف-بالیس، لیدز برادفورد، جان لنون لیورپول، گاتویک، استانستد لندن، ماستریخت آخن، منچستر، ممینگن، میلانو مالپنسا (آغاز از ۳۰ اکتبر ۲۰۱۷)، نیوکاسل، نیوکوئی کورنوال، پوزنان-لاویکا، گلاسگو پرستویک، چمپینو، رم، لئوناردو دا وینچی-فیومیچینو، سانتیاگو د کمپوستلا، سندفیورد، تورپ، استکهلم-اسکاوستا، وارساو مادلن، ویزه فصلی: بلوونی گوگلیلمو مارکونی، کرک، گدایسک لخ والسا، هوگسوند، کری، ایرلند غربی، نورنبرگ، شنن، استکهلم-واستراس، واژو-اسمالند، وروتسواف کوپرنیکوس |
| اس۷ ایرلاینز                                          | دوموده‌دوو |
| هواپیمایی اسکاندیناوی                                 | گاردرموئن اسلو، سولا استاوانگر، استکهلم-آرلاندا فصلی: فلسلند برگن، کپنهاگ، گوتنبرگ-لاندوتر، کریستیان‌ساند کیویک، ورنس تروندهایم |
| سوئیس اینترنشنال ایرلاینز                             | فصلی: زوریخ |
| تاپ پرتغال اجرا توسط TAP Express                      | لیسبون پورتلا |
| تاروم                                                 | فصلی: هنری کواندا |
| Thomas Cook Airlines                                  | منچستر فصلی: گلاسگو، استانستد لندن |
| Thomson Airways                                       | بیرمنگام، کاردیف، دونکاستر شفیلد رابین‌هود، ایست میدلند، ادینبرو، گلاسگو، گاتویک، منچستر، نیوکاسل فصلی: بریستول |
| TUI fly Belgium                                       | آنتورپ، بروکسل، بروکسل جنوب شرلروآ، لیژ، اوستند-بروگس |
| تی‌یوآی ایرلاینز نیدرلندز                              | چارتر: اسخیپول آمستردام |
| ترانساویا.کام                                         | اسخیپول آمستردام، آیندهوون، مونیخ (پایان در ۲۶ اکتبر ۲۰۱۷), روتردام دی‌هیگ |
| Travel Service                                        | چارتر فصلی: ام. آر. استفانیک، کاتوویتس، شوپن ورشو، وروتسواف کوپرنیکوس |
| هواپیمایی بین‌المللی اوکراین                           | ایوان-فرانکیوسک چارتر: بوریسپیل |
| ولوتی                                                 | آستوریاس فصلی: بوردو–مریگناک، مارسی پروانس، نانت آتلانتیک، تولوز-بلانیاک، ونیز مارکو پولو |
| ویولینگ                                               | هواری بومدین، اسخیپول آمستردام، بارسلونا-ال پرات، بیلبائو، بیرمنگام، بروکسل، کاردیف، کپنهاگ، ادینبرو، ایبیزا، منچستر، میلانو مالپنسا، نانت آتلانتیک، اس سینیا وهران، پالما د مایورکا، اورلی، لئوناردو دا وینچی-فیومیچینو، سانتیاگو د کمپوستلا، پالکوو، تنریف شمالی، تنریف جنوبی، زوریخ فصلی: منورکا، سانتاندر |
| Windrose Airlines                                     | فصلی: بوریسپیل |
| ویز ایر                                               | هنری کواندا، بوداپست فرنک لیست، کلوژ-نپوکا، صوفیه فصلی: شوپن ورشو |
| واو ایر                                               | فصلی: کفلاویک |

### باری
| شرکت‌های هواپیمایی | مقصدهای پروازی          |
| ----------------- | ----------------------- |
| دی‌اچ‌ال اوییشن     | ابن بطوطه طنجه، ویتوریا |